# Freddie Mac
Freddie Mac és una creació fonètica a partir de les seves inicials per a designar la Federal Home Loan Mortgage Corporation (FHLMC) (NYSE: FRE), que significa Corporació Federal de Préstecs Hipotecaris. Era una empresa de capital obert, garantida pel govern dels Estats Units (Government-sponsored enterprise o GSE), autoritzada per a concedir i garantir préstecs.
Va ésser creada l'any 1970 per a expandir el mercat secundari d'hipoteques en el país. En 2008 va ser intervinguda per la FHFA.